# Cerro del Bernal
Cerro del Bernal är ett berg i Mexiko.   Det ligger i kommunen González och delstaten Tamaulipas, i den centrala delen av landet, 400 km norr om huvudstaden Mexico City. Toppen på Cerro del Bernal är 728 meter över havet.
Terrängen runt Cerro del Bernal är huvudsakligen platt, men den allra närmaste omgivningen är kuperad. Cerro del Bernal är den högsta punkten i trakten. Runt Cerro del Bernal är det glesbefolkat, med 10 invånare per kvadratkilometer. Närmaste större samhälle är Atizapán de Zaragoza, 8,7 km norr om Cerro del Bernal. Omgivningarna runt Cerro del Bernal är en mosaik av jordbruksmark och naturlig växtlighet.